# Jovana Skrobić
Jovana Skrobić (geborene Jovana Kovačević (serbisch-kyrillisch Јована Ковачевић); * 9. April 1996 in Belgrad, Bundesrepublik Jugoslawien) ist eine serbische Handballspielerin, die dem Kader der serbischen Nationalmannschaft angehört.

## Karriere

### Im Verein
Skrobić übte anfangs Aikidō aus. Mit 14 Jahren begann sie das Handballspielen. Anfangs lief sie für ŽRK Zemun auf und wechselte daraufhin zu RK Junior. Im Sommer 2015 verließ die Rückraumspielerin RK Junior und schloss sich dem montenegrinischen Spitzenverein ŽRK Budućnost Podgorica an. Mit Budućnost gewann sie im Jahr 2016 sowohl die montenegrinische Meisterschaft als auch den montenegrinischen Pokal. Weiterhin stand sie mit Budućnost im Final Four der EHF Champions League.
Skrobić unterschrieb im Sommer 2016 einen Vertrag beim ungarischen Erstligisten Békéscsabai Előre NKSE. Zwei Jahre später schloss sie sich dem Ligakonkurrenten Érd NK an. Nach der Saison 2019/20 verließ sie mit dem Großteil ihrer Mitspielerinnen den Verein. Anschließend schloss sie sich dem rumänischen Erstligisten CS Minaur Baia Mare an. In der Saison 2021/22 stand sie beim Ligakonkurrenten CS Gloria 2018 Bistrița-Năsăud unter Vertrag. Anschließend wechselte sie zum SCM Râmnicu Vâlcea. In der Saison 2023/24 pausierte sie aufgrund ihrer Schwangerschaft.

### In der Nationalmannschaft
Skrobić lief für die serbische Jugend- sowie für die Juniorinnennationalmannschaft auf. Mit diesen Auswahlmannschaften nahm sie an der U-20-Weltmeisterschaft 2014 und an der U-19-Europameisterschaft 2015 teil. In der Qualifikationsrunde zur U-20-Weltmeisterschaft 2016 blieb sie mit der serbischen Auswahl zwar ungeschlagen, dennoch reichte es nicht für die Teilnahme an der Endrunde. Mittlerweile gehört sie dem Kader der serbischen A-Nationalmannschaft an. Bei der Europameisterschaft 2016 belegte sie mit Serbien den neunten Platz. Im Turnierverlauf erzielte sie in einer Spielzeit von annähernd zwei Stunden einen Treffer. Zwei Jahre später nahm sie bei der Europameisterschaft den elften Platz ein. Zwar stand Skrobić mit knapp 20 Spielminuten deutlich seltener auf dem Spielfeld, dennoch warf sie fünf Tore. Bei der Europameisterschaft 2022 erzielte sie sechs Treffer in zwei Partien.